# Tetragnatha waikamoi
Espèce
Tetragnatha waikamoi est une espèce d'araignées aranéomorphes de la famille des Tetragnathidae.

## Distribution
Cette espèce est endémique de Maui à Hawaï,.

## Description
Le mâle holotype mesure 6,1 mm et la femelle paratype 5,4 mm.

## Étymologie
Son nom d'espèce lui a été donné en référence au lieu de sa découverte, Waikamoi.

## Publication originale
- Gillespie, 1992 : Hawaiian spiders of the genus Tetragnatha: I. Spiny leg clade. Journal of Arachnology vol. 19, no 3, p. 174-209 (texte intégral).